# Hintergrundunabhängigkeit
Der Begriff Hintergrundunabhängigkeit stammt aus der theoretischen Physik und ist ein Kennzeichen der Raumzeit der Allgemeinen Relativitätstheorie. Das entgegengesetzte  hintergrundabhängige Denken geht auf die Überlegungen u. a. von Isaac Newton zurück und leitet sich aus der etwas ungenauen physikalischen Vorstellung her, der Raum und die Zeit seien gewissermaßen die Kulisse, vor der die physikalischen Phänomene stattfinden.
Eine besondere Bedeutung erhielt die Hintergrundunabhängigkeit nun dadurch, dass sie von der Allgemeinen Relativitätstheorie antizipiert, und jeder kovarianten Quantengravitation impliziert wurde. Der Raumzeithintergrund ist in der Allgemeinen Relativitätstheorie nicht statisch, sondern verändert sich durch den Einfluss von sich bewegenden Massen und Energien.
Das Verhalten der Raumzeit ergibt sich somit zum einen direkt aus der Theorie und ist zum anderen sogar derart an die Umgebung gekoppelt, dass beispielsweise in Schwarzen Löchern nach Stephen Hawking „die Zeit im Inneren eines Schwarzen Lochs endet“. Dies widerspricht zunächst der intuitiven Vorstellung einer von den Vorgängen im Universum unbeeinflussten Raumzeit.

## Beispiel Stringtheorie und Schleifenquantengravitation
Die Schleifenquantengravitation ist beispielsweise eine hintergrundunabhängige Theorie, da sie keinen Raumzeithintergrund annimmt, sondern ihn durch die Theorie erst konstruiert.
Die derzeitigen stringtheoretischen Ansätze gehen dagegen davon aus, dass Strings sich schwingend durch eine gegebene Raumzeit bewegen, die „von Hand“ in die Theorie eingefügt wird. Daher ist die Stringtheorie momentan noch nicht hintergrundunabhängig. Der Stringtheoretiker Brian Greene hofft allerdings, dass es in Zukunft gelingen könnte, die hintergrundunabhängigen Techniken, die in der Schleifenquantengravitation eingesetzt werden, auf die Stringtheorie zu übertragen. Inwieweit das möglich ist, ist derzeit noch völlig offen.